# Хардинг (окръг, Южна Дакота)
Вижте пояснителната страница за други значения на Хардинг.
Окръг Хардинг (на английски: Harding County) е окръг в щата Южна Дакота, Съединени американски щати. Площта му е 6935 km², а населението - 1242 души (2017). Административен център е град Бъфало.